# Kabbe

Wahlkreiskarte von Kabbe-Nord

Kabbe (selten auch Kabe) mit Neu-Kabbe ist eine Ansiedlung am Fluss Sambesi in der Region Sambesi im äußersten Nordosten Namibias. Sie ist Verwaltungssitz des Wahlkreises Kabbe-Nord.
Kabbe besitzt unter anderem einen Flugplatz.
Koordinaten: 17° 42′ S, 24° 38′ O